# باشگاه ورزشی الجهرا
باشگاه ورزشی الجهرا (به عربی: نادي الجهراء الرياضي) یک باشگاه فوتبال حرفه‌ای کویتی است که در شهر جهرا واقع شده‌است. آنها یک بار در سال ۱۹۹۰ قهرمان لیگ برتر کویت شدند. آنها ۲۱ بار در لیگ برتر کویت شرکت کردند. الجهرا دو بار در سال‌های ۱۹۹۶ و ۲۰۰۲ به فینال جام امیر کویت رسید، و به ترتیب در مقابل العربی ۱–۲ و باشگاه کویت ۰–۱ شکست خورد.
الجهرا همچنین ورزش‌های مختلفی مانند بسکتبال، والیبال، شمشیربازی و بوکس را ارائه می‌کند.